# 신라의 삼국통일
신라의 삼국통일은 신라가 당나라와 동맹을 맺고 고구려와 백제를 멸망시킨 뒤, 나당 전쟁을 통해 당나라의 한반도 야욕을 꺾어 이룩한 한반도의 통일 과정 및 그 과정에서 벌어진 정치적, 군사적 분쟁을 포함한다. 일부학계 에서는 대동강 이북 지역의 옛 고구려 영토를 신라가 차지하지 못했고, 고구려 멸망 후 그 지역에 발해가 들어섰다는 것과 신라가 통일 과정에서 외세인 당나라를 끌어들였다는 점에서 완전한 삼국통일을 이룩하지 못했다고 주장한다. 한편, 신라가 정치 체계와 문화적 측면에서 옛 고구려와 백제의 것을 흡수해 융화했다는 점에서, 신라의 삼국통일을 완전한 삼국통일이라 보는 시각도 존재한다.

## 배경
신라는 6세기 법흥왕 때에 이르러 율령(律令)과 관제를 반포하고, 이차돈의 순교를 거쳐 불교를 국교로 정한 이후 불교정신을 바탕으로 내부의 결속을 다지며 통치 체제를 정비하고 사상적 기반을 마련하여 국력이 강해졌다. 이 시기에 신라는 금관가야를 통합하였고, 국호를 사로국, 서라벌에서 덕업을 일신하고 사방에 망라한다는 뜻의 '신라(新羅)'로 개칭하였다.
법흥왕의 뒤를 이은 진흥왕은 국가 발전을 위한 인재를 양성하기 위하여 화랑도를 국가적인 조직으로 개편하고, 불교 교단을 정비하여 백성의 사상적 통합을 도모하였다. 신라의 진흥왕은 554년 관산성 전투를 승리로 이끌고 백제 성왕을 전사시킴으로써 한강 유역의 패권을 완전히 장악하였고, 가야 연맹 중 마지막으로 남은 대가야를 완전히 정복하여 남서쪽으로는 낙동강 서쪽까지 영토를 확장하고, 동북쪽으로는 함경남도, 북서쪽으로는 황해도 지역까지 신라의 영토를 크게 확장시켰다.
진흥왕이 집권한 이후 신라는 고구려, 백제와의 삼국 간 항쟁을 일방적으로 주도할 만큼 강국이 되었고, 고구려가 당나라의 침략을 막아내던 기간에는 진골에 속하는 왕족인 김춘추(훗날 태종무열왕)가 가야계 세력의 필두인 김유신과 함께 신흥 세력으로서 집권 체제를 강화하며 국가의 내부 결속을 다졌다.

## 전개 과정

### 가야의 멸망.
신라는 532년에 가야 연맹의 중심국인 금관가야를 멸망시켜 현재의 경상남도 김해와 진해 지역을 복속시켰고, 562년에는 최종적으로 대가야를 정복함으로써 낙동강 일대를 완전히 장악하였다.
이후에도 가야 연맹이 있던 지역에서 반발하자 신라는 금관가야의 마지막 왕인 구형왕(김유신의 증조부)의 후손 등을 진골 귀족으로 편입시켜 가야계의 반발을 희석시킴과 동시에 사상적으로 통합하는데 성공하였다.

### 백제의 멸망
고구려가 수·당과 전쟁을 전개하는 동안, 의자왕(義慈王)은 백제의 군대를 총동원하여 신라의 백제전선(百濟戰線)의 요지인 대야성(大耶城, 현재의 합천)을 비롯한 40여 성을 함락시켰다.
이에 김춘추(金春秋)가 고구려에 원병을 요청하는 외교를 감행하였으나, 고구려가 출병의 대가로 한강 유역의 반환을 요구하여 성과를 거두지 못했다. 이후 신라는 당나라와 동맹을 맺어 백제를 정복하고 이어 고구려를 협공하려는 전략을 세웠다. 이리하여 당 고은 소정방(蘇定方)으로 하여금 백제를 치게 하였다. 신라는 김유신(金庾信) 등으로 하여금 백제를 진공케 하니, 당군은 백강(白江) 좌안(左岸)에 상륙하고 신라군은 탄현(炭峴, 금산군 진산면)을 넘어서게 되었다.
당시 의자왕은 교만하고 향락에 젖어 있었고, 조정은 간신들이 사리(私利)를 도모하기에 여념이 없었으며, 성충(成忠) · 흥수(興水) 등 충신은 처형되었다. 백성은 거듭되는 전쟁에 지쳐 내분이 발생하고 정부로부터 이반(離叛)되어 백제는 존망의 위기에 처했다. 황산벌 전투에서 충상(忠常)이 5천의 결사대로 국운을 지탱하려 하였으나 대패하고, 결국 사비성이 함락되면서 백제는 660년에 멸망하였다.
백제 멸망 후 각지에서 백제 유신(遺臣)의 부흥운동이 일어났다. 왕족 복신(福信)과 승려 도침(道琛)은 주류성(周留城)에 웅거하고 흑치상지 등은 임존성(任存城)에 웅거하여 군사를 일으켜 200여 성을 회복하기에 이르렀다. 이들은 왜로부터 왕자 부여풍을 맞아 왕으로 삼고 사비성 · 웅진성 등을 포위 · 공격하였다. 그러나 신라와 당나라 연합군의 반격과 부흥군의 내부 분열로 주류성이 함락되고, 이후 부흥군은 계속 패배하며 4년에 걸친 부흥운동도 종말을 고하였다.
당나라는 옛 백제의 영토에 웅진도독부(熊津都督府)를 설치하였다.

### 고구려 멸망
백제를 정복한 신라의 태종무열왕은 당나라와 연합하여 고구려를 공격하였다. 고구려는 연개소문의 항전으로 겨우 이를 막아냈으나, 거듭되는 전쟁으로 국력이 크게 소모되고 연개소문의 독재 정치로 민심을 잃었다. 연개소문이 죽은 후에는 그의 동생 및 아들들을 중심으로 귀족간 권력 쟁탈전으로 국세가 급격히 쇠락하였다.
이를 틈타 당나라는 고구려 정벌에 나서고 신라군도 이에 호응하여 남쪽에서 공격하니 고구려는 1년도 채 못되어 668년(보장왕 27년)에 멸망하고 말았다. 그 후 검모잠(劒牟岑) 등이 왕족 안승(安勝)을 받들어 약 4년 동안 부흥운동을 계속했으나 실패하였다.
당나라는 옛 고구려의 영토에 안동도호부(安東都護府)를 설치하였다.

## 결과
당나라가 신라와 연합하여 백제와 고구려를 멸망시킨 것은 신라를 이용하여 삼국의 영토 전체를 장악하려는 야심 때문이었다. 당나라는 백제를 멸망시킨 뒤에 그 지역에 5도독부(五都督部)를 두는 한편, 663년(문무왕 3년)에 신라를 계림대도독부(鷄林大都督府)로 삼고 문무왕(文武王)을 계림주대도독으로 임명하는 조치를 취했다. 그 뒤 고구려를 멸망시킨 후에는 그 지역에 9도독부(九都督府)를 둠과 동시에 평양에 안동도호부(安東都護府)를 두어 한반도 전체를 총괄케 했다.
이에 맞서 신라는 고구려와 백제의 유민과 연합하여 당나라와 정면으로 대결하였다. 신라는 고구려 검모잠의 부흥군을 원조하여 한반도 북부에서 당나라의 축출을 꾀하고, 백제의 옛 땅에 군대를 출동시켜 당군을 각처에서 격파하였다. 그리고 최종적으로 신라는 671년(문무왕 11년) 사비성을 다시 함락시킴으로써 백제의 옛 땅에 대한 지배권을 완전히 장악하였다. 674년 당나라는 문무왕의 동생인 김인문(金仁問)을 신라 왕에 임명하고 신라에 대한 전면적 무력침공에 나섰다.
그러나 신라군은 671년 1월 가림성의 당군을 격파하였고, 7월에는 평양 근교에서 이근행의 말갈군에게 대승하는 등 당나라에 맹렬히 맞서 싸웠다. 그리고 675년 설인귀가 이끄는 당나라의 20만 대군을 매소성에서 격파하여 나당 전쟁의 주도권을 잡았고, 676년 11월에 금강 하구의 기벌포에서 당나라의 수군을 섬멸하여 당나라의 세력을 완전히 몰아내었다. 이로써 신라는 삼국을 통합하고, 대동강부터 원산만(元山灣)까지를 경계로 그 이남의 한반도 지역에 대한 지배권을 성공적으로 확립했다.
삼국통일 이후 신라는 고구려, 백제, 말갈 유민을 흑금서당(黑衿誓幢)으로 편성하여 신라의 군사에 편입함으로써 민족적 융화를 이루었다.

## 같이 보기
- 신라
- 태종무열왕
- 김유신
- 문무왕
- 삼국 시대
- 남북국 시대
- 사다함
- 북진통일론
- 적화통일
- 후삼국 시대#후삼국의 통일